# Kim Adams
Kim Adams (nacido en Edmonton, 1951) es un escultor canadiense que realiza ensamblajes en diferentes escalas. 
Su estilo visual está influenciado por el diseño industrial, la arquitectura y el diseño de automóviles. Sus obras incorporan la técnica de modelismo ferroviario conocida como kitbashing, colores vivos y elementos prefabricados son ingredientes importantes en sus esculturas de gran formato. Sus pequeños paisajes surrealistas son reminiscencias de Hieronymus Bosch.